# Zetel
Zetel – gmina samodzielna (niem. Einheitsgemeinde) w Niemczech, w kraju związkowym Dolna Saksonia, w powiecie Friesland.

## Dzielnice gminy
| - Astede - Astederfeld - Bohlenberge - Bohlenbergerfeld - Collstede | - Driefel - Ellens - Fuhrenkamp - Klein Schweinebrück - Neuenburg | - Neuenburgerfeld - Ruttel - Ruttelerfeld - Spolsen - Schweinebrück |